# لوح الزهرة لأمي صادوقا
لوح الزُّهَرَة لأمي صادوقا أو جداول الزُّهَرَة لأمي صادوقا هو لوح بنص مسماري يشير إلى سجل بيانات من الملاحظات الفلكية عن كوكب الزهرة، المسمى فينوس، يعود تاريخها إلى الألفية الأولى قبل الميلاد. ويعتقد أن هذه السجلات الفلكية جمعت في عهد الملك أمي صادوقا، الملك الرابع بعد حمورابي. ولهذا، يرجح إن تكون أصول هذا النص تعود إلى حوالي منتصف القرن السابع عشر قبل الميلاد بحسب التسلسل الزمني الوسيط. 
والبيانات هي سجل لشروق كوكب الزهرة كما تحوي بيانات أول وأخر رؤية للكوكب قبل شروق الشمس وبعدها (أي ما يسمى بالشروق النجمي) مقارنة بالتواريخ القمرية مأخوذة لمدة 21 عاما.

## المصدر
اللوح هو جزءهذه من يومياتنص «في أيام انو إنليل»، وهو نص طويل يتناول علم التنجيم البابلي والذي يحتوي في معظمها على البشائر من خلال تفسير الظواهر السماوية.
من المرجح أن أقدم نسخة من هذا اللوح قد نشرت في القرن 7 قبل الميلاد بنص مسماري، وهو جزء من مجموعة في المتحف البريطاني، كان قد أخذ من مكتبة في نينوى. نتم نشر محتواه لأول مرة في عام 1870 من قبل هنري كريسويك بعنوان لوح «آينومو أنو إنليل 63». 
يوجد حليا 20 نسخة من هذا النص بعضها مجزأة، جمعت في 6 مجموعات. وجدت أقدم هذه النسخ،  وتسمى مصدر «ب»، في طهران في عام 1924. ويبدوا أنها نسخت من لوح مكتوب في بابل في أيام سرجون الثاني ملك آشور بين 720 و 704 قبل الميلاد.

## التفسير
تم اقتراح، في وقت مبكر في القرن ال20، عدة تواريخ للملاحظات الأصلية الواردة في هذا اللوح. تم تحديد التواريخ التالية للإستدلال على بدايات الزهرة: العالية: 1702 ق م، المتوسطة 1646 ق.م، المنخفضة 1582 ق.م، والمنخفضة 1550 ق.م. بحسب التسلسل الزمني للشرق الأدنى القديم.
كان أول من اكتشف أهمية التسلسل الزمني البابلي هو فرانز زافير كوغلر في عام 1912 عندما نجح في تحديد «سنة العرش الذهبي» الغامضة («فينوس» اللوحي. ك 160) مع السنة الثامنة من حكم أمي صدوقا. منذ ذلك الحين، اكتشفت تواريخ حوادث ٬ن القرن 7 قبل الميلاد نسخة قد تفسر بأشكال مختلفة لدعم عدة التسلسل الزمني في 2 الألفية قبل الميلاد.
يبقى هناك العديد من الشكوك ما تزال قائمة حول تفسير سجل الملاحظات الفلكية من الزهرة، كما وجدت محفوظة في هذه اللوح. هناك إمكانية حصول أخطاء خلال نسخ اللوح. كما يمكن للانحلال البيئي مسبب أخر.

## نص اللوح
السنة 1 فينوس الأدنى يشرق في شباطو 15 وبعد 3 أيام يرتفع في شباطو 18
السنة 2 فينوس المتفوقة تختفي في أراحسمنو 21 وبعد 1 شهر 25 يوما يظهر غرب على تيبيتو 16
السنة 3 أدنى فينوس مجموعات في أولولو 29 وبعد 16 يوما تشرق في تشريتو 15
السنة 4 متفوقة فينوس يختفي شرق في دموزي 3 وبعد 2 أشهر 6 أيام يظهر غرب في أولولو 9
السنة 5 أقل شأنا فينوس مجموعات في نيسان 29 وبعد 12 يوما تشرق في أيار 11
السنة 5 متفوقة فينوس يختفي شرق في كيسليمو 27 وبعد 2 أشهر 3 أيام يظهرغرب في شباطو 30
سنة 6 أدنى فينوس مجموعات في أراحسمنو 28 وبعد 3 أيام يرتفع في كيسليمو 1
السنة 7 متفوقة فينوس يختفي شرق في أبو 30 وبعد 2 أشهر يظهر غرب في تشريتو 30
السنة 8 أدنى فينوس مجموعات في دموزي 9 وبعد 17 يوما تشرق في دموزي 26
السنة 8 متفوقة فينوس يختفي شرق في ادار 27 وبعد 2 أشهر و 16 يوما يظهر غرب في سيمانو 13
السنة 9 أدنى فينوس مجموعات في ادار 12 وبعد 2 أيام يرتفع على ادار 14
السنة 10 متفوقة فينوس يختفي شرق في أراحسمنو 17 وبعد 1 شهر 25 يوما يظهر غرب في تيبيتو 12
السنة 11 أدنى فينوس مجموعات في أولولو 25 وبعد 16 يوما تشرق في الثاني أولولو 11
السنة 12 متفوقة فينوس يختفي شرق في أيار 29 وبعد 2 أشهر 6 أيام يظهر غرب في أبو 5
السنة 13 أدنى فينوس مجموعات في نيسان 25 وبعد 12 يوما تشرق في 7 أيار
السنة 13 متفوقة فينوس يختفي شرق في تيبيتو 23 وبعد 2 أشهر 3 أيام يظهر غرب في ادار 26
السنة 14 أدنى فينوس مجموعات في أراحسمنو 24 وبعد 3 أيام يرتفع في أراحسمنو 27
السنة 15 متفوقة فينوس يختفي شرق في أبو 26 وبعد 2 أشهر يظهر غرب في تشريتو 26
السنة 16 أدنى فينوس مجموعات في دموزي 5 وبعد 16 يوما تشرق في دموزي 21
السنة 16 متفوقة فينوس يختفي شرق في ادار 24 وبعد 2 أشهر 15 يوما يظهر غرب في سيمانو 9
السنة 17 أدنى فينوس مجموعات على ادار 8 وبعد 3 أيام يرتفع في ادار 11
السنة 18 متفوقة فينوس يختفي شرق في أراحسمنو 13 وبعد 1 شهر 25 يوما يظهر غرب في تيبيتو 8

## مزيد من القراءة
- Sachs، Abraham (1982)، Astronomical dating of Babylon I and Ur III، Undena Publications، ISBN:978-0-89003-045-5 {{استشهاد}}: الوسيط |الأول= يفتقد |الأخير= (مساعدة)
- Pingree، David (1975)، Babylonian Planetary Omens. Part 1. The Venus Tablet of Ammisaduqa، معهد جيتي للبحوث  [لغات أخرى]‏، ISBN:0-89003-010-3 {{استشهاد}}: الوسيط |الأول= يفتقد |الأخير= (مساعدة)صيانة الاستشهاد: علامات ترقيم زائدة (link) . «الأساسية الطبعة»، وتحل محل لانغدون et al. 1928 (ووكر 1984).
- ووكر، C. B. F. (1984), «ملاحظات على الزهرة قرص من Ammisaduqa», مجلة الدراسات المسمارية, 36 (1): 64-66

## وصلات خارجية
- Roaf، M. "Cuneiform tablet with observations of Venus". British Museum. مؤرشف من الأصل في 2015-10-17. اطلع عليه بتاريخ 2010-05-18.
- الببليوغرافيا في سياق ما بين النهرين علم الفلك